# Lazescsina
A Lazescsina (más néven Mezőháti-patak, ukránul: Лазещина [Lazescsina]) patak Kárpátalján, a Fekete-Tisza bal oldali mellékvize. Hossza 21 km, vízgyűjtő területe 159 km². Esése 40 ‰.
Kőrösmezőn ömlik a Fekete-Tiszába.

## Települések a folyó mentén
- Mezőhát (Лазещина)
- Kőrösmező (Ясіня)